# Anita Blaze
Anita Blaze (Les Abymes, 29 ottobre 1991) è una schermitrice francese, specializzata nel fioretto. Ha vinto una medaglia d'argento ai Campionati europei di scherma del 2012 a Legnano.

## Palmarès
- Giochi olimpici

Tokyo 2020: argento nel fioretto a squadre.
- Mondiali

Budapest 2013: argento nel fioretto a squadre.
Mosca 2015: bronzo nel fioretto a squadre.
Wuxi 2018: bronzo nel fioretto a squadre.
Il Cairo 2022: bronzo nel fioretto a squadre.
Tbilisi 2025: argento nel fioretto a squadre.
- Europei

Legnano 2012: argento nel fioretto a squadre.
Budapest 2014: argento nel fioretto a squadre.
Montreux 2015: bronzo nel fioretto a squadre.
Novi Sad 2018: bronzo nel fioretto a squadre.
Düsseldorf 2019: argento nel fioretto a squadre.
Adalia 2022: argento nel fioretto a squadre.
Genova 2025: argento nel fioretto a squadre.
- Giochi europei

Cracovia 2023: argento nel fioretto a squadre.
- Giochi mondiali militari

Wuhan 2019: bronzo nel fioretto individuale.